# رونین گای
رونین گای (انگلیسی: Roningai) یک فیلم به کارگردانی ماکینو ماساهیرو است که در سال ۱۹۲۸ منتشر شد.